# Буфер (релси)
Вижте пояснителната страница за други значения на Буфер.
Буфер (отбивачка) е устройство в края на релсите, което помага на влака да спре, като омекотява удара и поглъща част от неговата енергия. Счита се за последната възможност за предотвратяване на излизането на влака от релсите.
Конструкцията на системата много зависи от това какъв тип свързваща система има между вагоните – виж друго значение на буфер.
По съвременните модели осигуряват поемане на енергията на удара и разпръскването ѝ под друга форма. Тъй като влакът е тежка конструкция, която, движейки се, притежава голяма кинетична енергия, при спиране част от тази енергия се преобразува в енергия на триене или се компенсира с хидравлично налягане именно с помощта на буферите между вагоните. Повечето от железопътните компании използват някакъв вариант на подобен род буфери в края на релсите.